# سنجة (جنس)
السَّنجة جنس فطور مجهرية من فصيلة اللطحيات.

## الأنواع
من أنواعها:
- سنجة الثرغول
- سنجة الإسفندان